# Parafia Matki Bożej Królowej Polski w Mrowinach
Parafia Matki Bożej Królowej Polski w Mrowinach – znajduje się w dekanacie żarowskim, w diecezji świdnickiej. Była erygowana 21 grudnia 2008 roku. Jej proboszczem jest ksiądz Paweł Szajner.